# Britton Chance
Britton Chance (Wilkes-Barre, 24 de julho de 1913 – Filadélfia, 16 de novembro de 2010) foi um bioquímico, biofísico e velejador olímpico estadunidense.
Ganhou uma medalha de ouro na vela nos Jogos Olímpicos de Verão de 1952.